# 梁丹妮
梁丹妮（1954年10月26日—），生于广州市，中國大陸演员。九岁时考进广州军区文工团任杂技演员，十九歲躍上大銀幕，目前為为北京人民艺术剧院演员。代表作品有《漓江春》、《编辑部的故事》、《最后的王爷》、《常回家看看》等。梁丹妮的父亲是《红色娘子军》作者剧作家梁信，丈夫是演员冯远征。

## 演出

### 电影
- 1979年《傲蕾·一兰》饰傲蕾·弗兰晶
- 1980年《漓江春》饰黄莎丽
- 1981年《欢欢笑笑》饰小芳
- 1981年《新兵马强》饰刘芳
- 1982年《第三个谍杀者》饰方卉
- 1988年《行窃大师》饰高晓莉
- 1988年《无罪杀手》饰魏敏、魏莲（姐妹）
- 1990年《豺狼计划》饰林美珊
- 1990年《黑别墅》饰妻子
- 1990年《孤岛情报站》饰刘芝兰
- 1990年《别墅灾星》
- 1991年《青春卡拉OK》饰阿慧
- 1991年《警界英雄》饰妻子
- 1991年《豺狼入室》饰女人
- 1992年《满洲虎在行动》饰千鹤子
- 1993年《郵差》饰姐姐
- 1993年《龙凤娇》饰宁天凤

## 电视剧
- 1984年《明天我结婚》饰艾萍
- 1984年《在假日里》饰张明
- 1986年《还给大地》饰林梅
- 1987年《沙痕》饰兔妹子
- 1988年《最后一吻》饰海燕
- 1988年《跋涉者》中饰丁雪君
- 1989年《康梁变法》饰赛金花
- 1989年《警探》饰叶红
- 1989年《异国情思》饰林英
- 1990年《魂断梦随》饰小梅
- 1990年《情满君山》饰小明
- 1990年《七旬老人》饰妻子
- 1991年《和陌生人讲悄悄话》饰姑娘
- 1991年《魂断街口》饰费丽
- 1991年《独船》饰妻子
- 1991年《鹊桥》饰女人
- 1992年《冯白驹将军》饰曾惠予
- 1993年《儿童城》饰王燕
- 1993年《朱元璋》饰陈翠娘
- 1993年《彼岸的呼唤》饰沈洁
- 1994年《风过耳》饰夏之萍
- 1994年《告别误区》
- 1994年《半个冒险家》中饰季子
- 1995年《双人雨伞》中饰文妮
- 1995年《日出日落》
- 1995年《观世音传奇》饰观世音之母
- 1996年《关外小凤仙》中饰小凤仙
- 1996年《咫尺天涯》
- 1997年《十七岁不哭》饰宇凌妈
- 1997年《戊戌风云》饰隆裕太后
- 2002年《重案六组2》饰红姐
- 2005年《滴血玫瑰》饰凌母
- 2006年《万历首辅张居正》饰張夫人
- 2006年《最后的王爷》饰老福晋
- 2007年《阳光普照大地》
- 2007年《男人底线》饰陶爱华
- 2008年《故梦》饰秦朱氏
- 2009年《人到中年》饰邱东兰
- 2009年《鲜花朵朵》饰母亲
- 2010年《青春期撞上更年期》饰贺淑珍
- 2010年《家常菜》饰二庆妈
- 2010年《侦探小说》客串地下党
- 2022年《关于唐医生的一切》饰孔婉如
- 2022年《侬好，我的东北女友》饰楊少晴

## 话剧
- 1983年《高山下的花环》饰韩玉秀
- 1983年《硬座·软席·卧铺》饰梅佳静
- 1984年《火热的心》饰刘振兰
- 1985年《花园街五号》饰吕莎
- 1986年《奥赛罗》饰苔丝狄蒙娜
- 1997年《古玩》饰水珠
- 1998年《官兵拿贼》中饰黄霞
- 1998年《日出》饰顾八奶奶
- 2000年《日出》饰顾八奶奶
- 2003年《男人的自白》饰林
- 2004年《男人的自白》饰林
- 2004年《开市大吉》饰汪太
- 2004年《全家福》饰春秀婶
- 2005年《全家福》饰春秀婶
- 2006年《全家福》饰春秀婶
- 2010年《全家福》饰春秀婶